# Papa's Delicate Condition
Pour plus de détails, voir Fiche technique et Distribution.
Papa's Delicate Condition est un film américain réalisé par George Marshall, sorti en 1963. Le film gagna l'Oscar de la meilleure chanson originale.

## Fiche technique
- Titre : Papa's Delicate Condition
- Réalisation : George Marshall
- Scénario : Jack Rose d'après le livre de Corinne Griffith
- Photographie : Loyal Griggs
- Montage : Frank P. Keller
- Musique : Joseph J. Lilley
- Pays de production :  États-Unis
- Format : Couleurs - 1,78:1 - Mono
- Genre : comédie
- Date de sortie : 
  - États-Unis : 6 mars 1963

## Distribution
- Jackie Gleason : Jack Griffith
- Glynis Johns : Amberlyn Griffith
- Charles Ruggles : Anthony Ghio
- Laurel Goodwin : Augusta Griffith
- Linda Bruhl : Corrie
- Ned Glass : Mr. Sparrow
- Murray Hamilton : Mr. Harvey
- Elisha Cook Jr. : Mr. Keith
- Charles Lane : Mr. Cosgrove
- Claude Johnson : Norman
- Don Beddoe : l'assistant de Ghio
- Juanita Moore : Ellie
- Trevor Bardette : Stanley Henderson II
- Ken Renard : Walter

## Distinctions
- 1964 : Oscar de la meilleure chanson originale : James Van Heusen (musique) et Sammy Cahn (paroles) pour Call Me Irresponsible